# SANAA

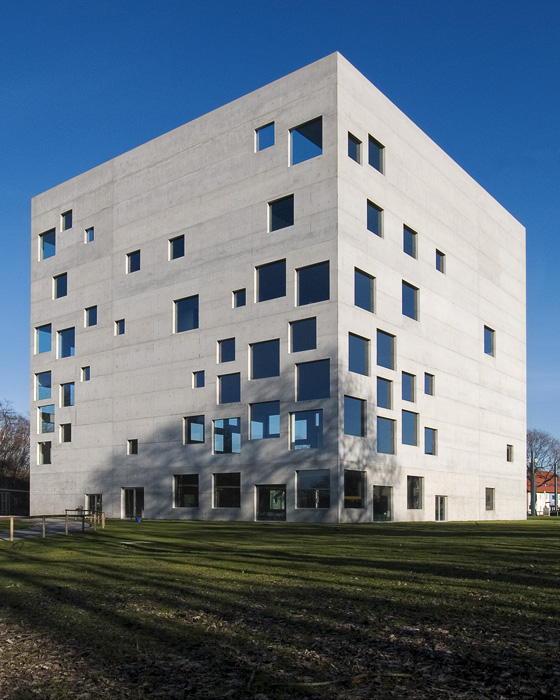
Zollverein-Kubus, Essen, 2006

SANAA (Sejima And Nishizawa And Associates) ist ein japanisches Architektenbüro mit Sitz im Tokioter Bezirk Shinagawa. Es wird von der Architektin Kazuyo Sejima (* 1956) und ihrem Kollegen Ryūe Nishizawa (* 1966) geleitet. 2010 erhielt es die höchste Auszeichnung für Architekten, den Pritzker-Preis.

## Geschichte
1995 gründete Kazuyo Sejima mit Ryūe Nishizawa das Büro SANAA. Zuvor hatte Sejima das Büro Kazuyo Sejima & Partner geführt, in dem Nishizawa angestellt gewesen war. Bis 2000 hatte das Büro wenige Bauten errichtet, die jedoch für Aufsehen in der Architekturwelt gesorgt hatten. Sein bekanntestes Werk ist der 2007 fertiggestellte Neubau des New Museum of Contemporary Art in New York. In Deutschland wurde das Büro 2006 durch den Zollverein-Kubus in Essen bekannt, der auch als Sanaa-Kubus oder Sanaa-Gebäude bezeichnet wird.
Um 2000 begann eine Zusammenarbeit mit dem Südtiroler Fotografen Walter Niedermayr, aus der sich eine Ausstellung entwickelte, die in mehreren Städten gezeigt wurde.

## Stil
SANAA baut im Stil des Minimalismus, hauptsächlich mit Sichtbeton, Stahl, Aluminium und Glas. Die Materialien bleiben meist unbehandelt, Anstriche gibt es ausschließlich in Weiß. Sejima beschrieb ihren Baustil: „Wir konzentrieren uns auf die Essenz, das ist das Wichtigste für uns, und die Essenz eines Raumes ist nun mal weiß. Noch reduzierter geht es nicht, dann wäre unsere Architektur wahrscheinlich durchsichtig und unsichtbar“.
In der Begründung des Pritzker-Preises hieß es dazu: „Wie nur wenige andere Architekten erforschen Sejima und Nishizawa die Phänomene Raumfluss, Licht, Transparenz und Materialität, um daraus eine ganz eigene, subtile Synthese zu erschaffen.“ […] „Ihre Bauten stehen im Kontrast zum Bombastischen und Rhetorischen, die wahre Qualität liegt tiefer verborgen.“ Nach Ansicht von Niklas Maak stehe SANAA „für eine experimentelle Architektur, für sehr wörtlich zu nehmende ‚Denkgebäude‘: Architekturen, die zeigen, wie das private Leben, wie etwa der öffentliche Raum jenseits dessen, was man für gegeben und unabänderlich hält, aussehen könnte.“

## Bauten und Projekte (Auswahl)
- 21st Century Museum of Contemporary Art, Kanazawa, Japan, 1999–2004
- Dior Omotesando Store, Tokyo, 2003
- Theater und Kulturzentrum De Kunstlinie in Almere, 1998–2006
- New Museum of Contemporary Art in New York, 2006
- Zollverein-Kubus in Essen, Gelände Zeche Zollverein, 2006
- Serpentine Gallery Pavillon in London, 2009
- Multifunktionales Gebäudeensemble La Samaritaine in Paris, 2010 (Umbau)
- Rolex Learning Center, Lausanne, 2010
- Runde Fabrikhalle, Vitra Campus-Weil am Rhein mit NKBAK, 2012[6]
- Museum für zeitgenössische Kunst in Sydney, Projekt: 1997–2001, im Dezember 2022 eröffnet[7]
- Neuer Campus der Bezalel Academy of Arts and Design, Jerusalem, 2022[8]

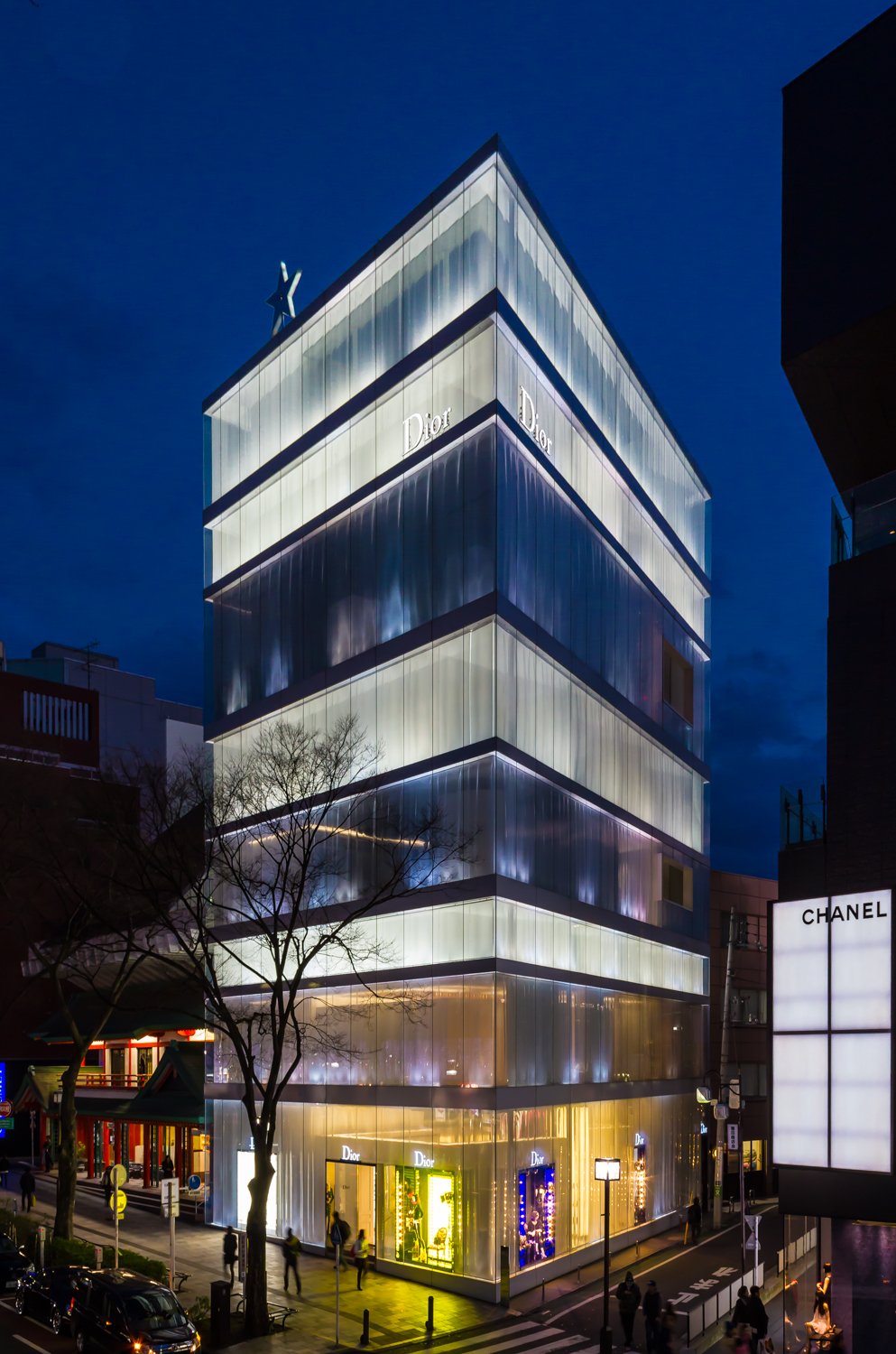
Christian Dior Gebäude, Omotesandō, 2003
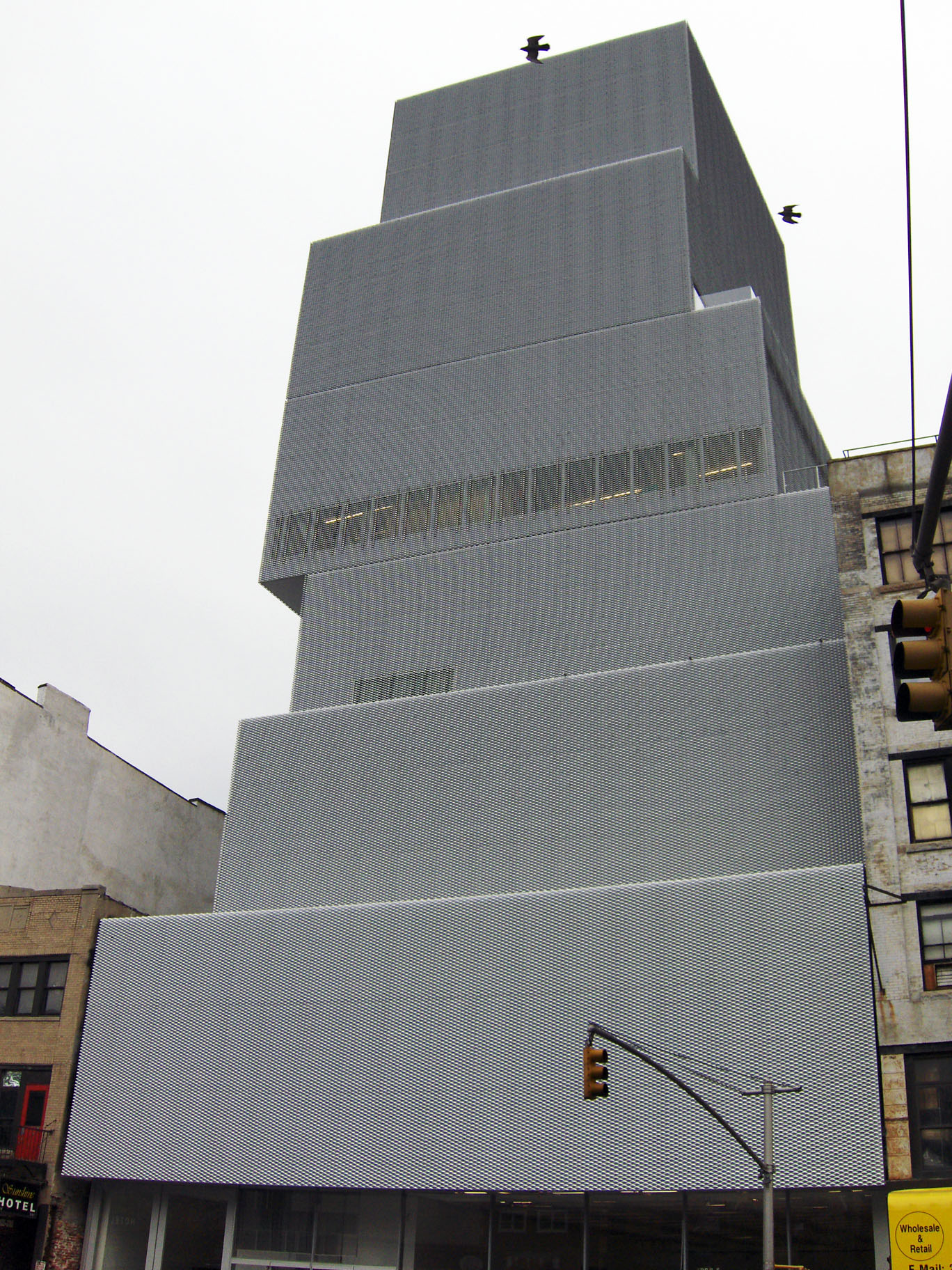
New Museum of Contemporary Art in New York, 2005
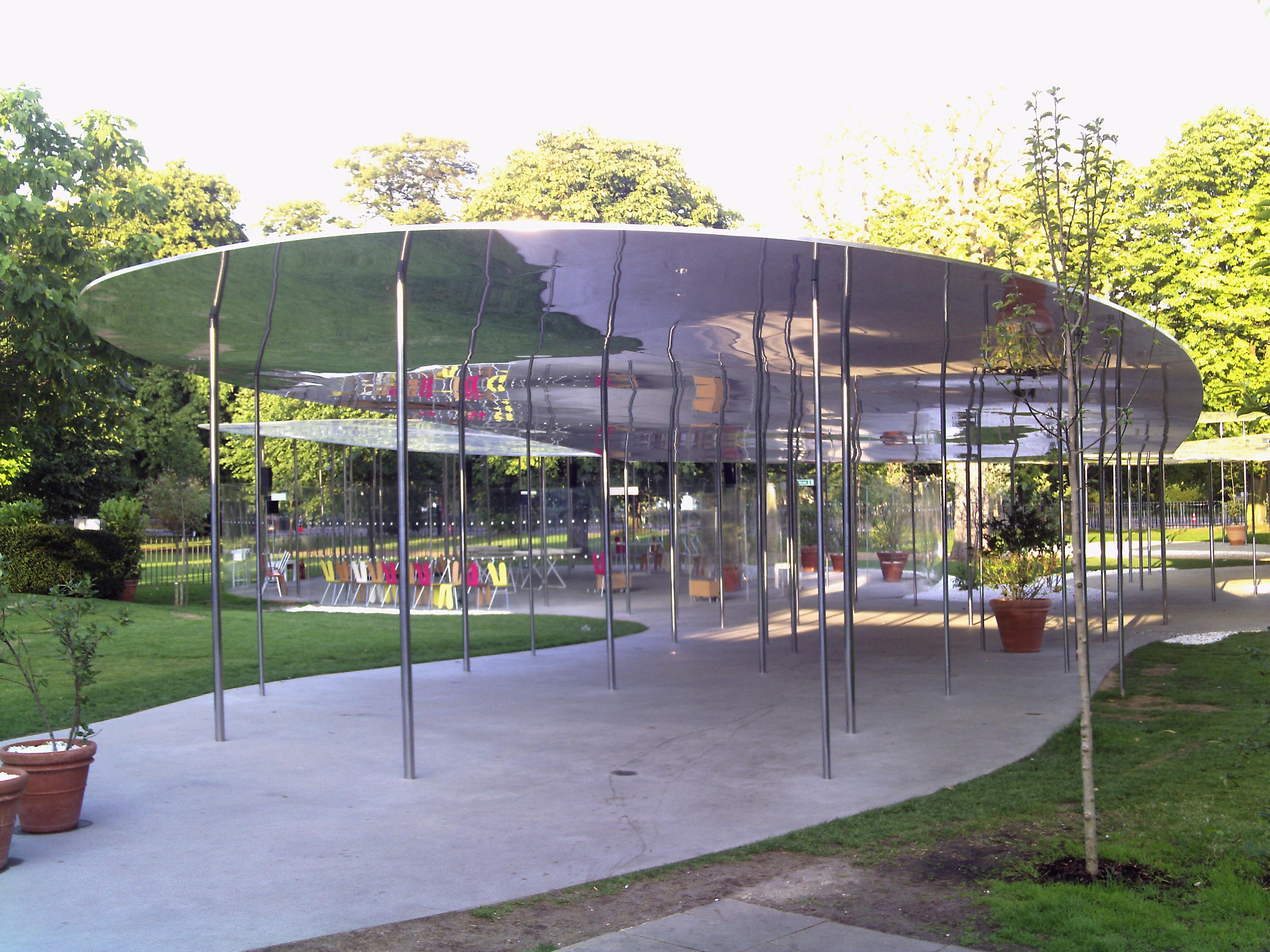
Serpentine Gallery Pavillion, 2009
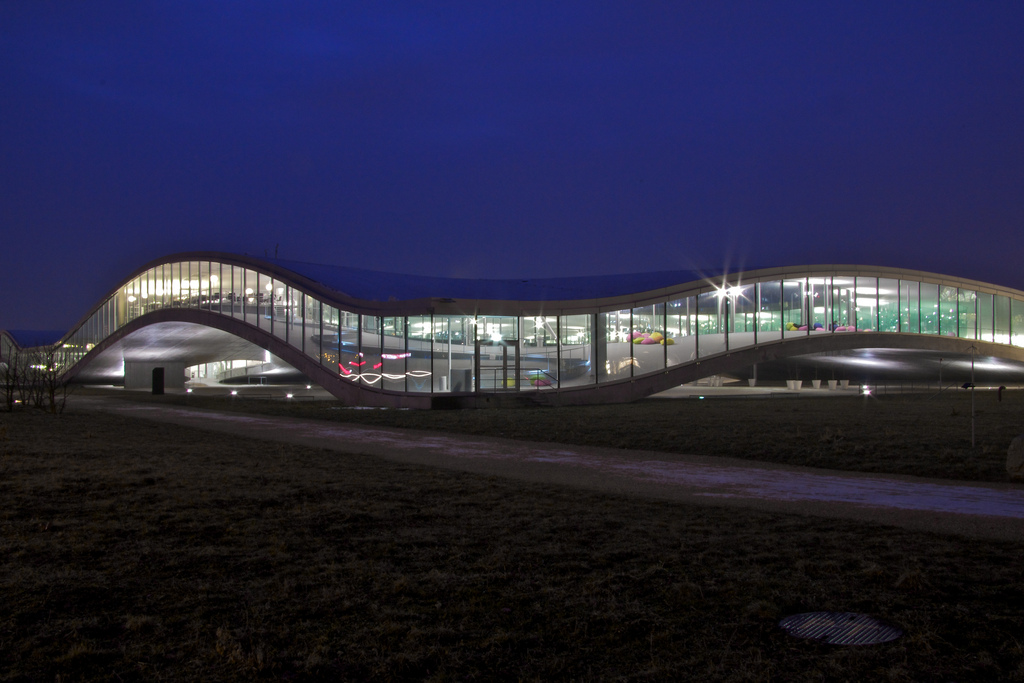
Rolex Learning Centre, Lausanne, 2010
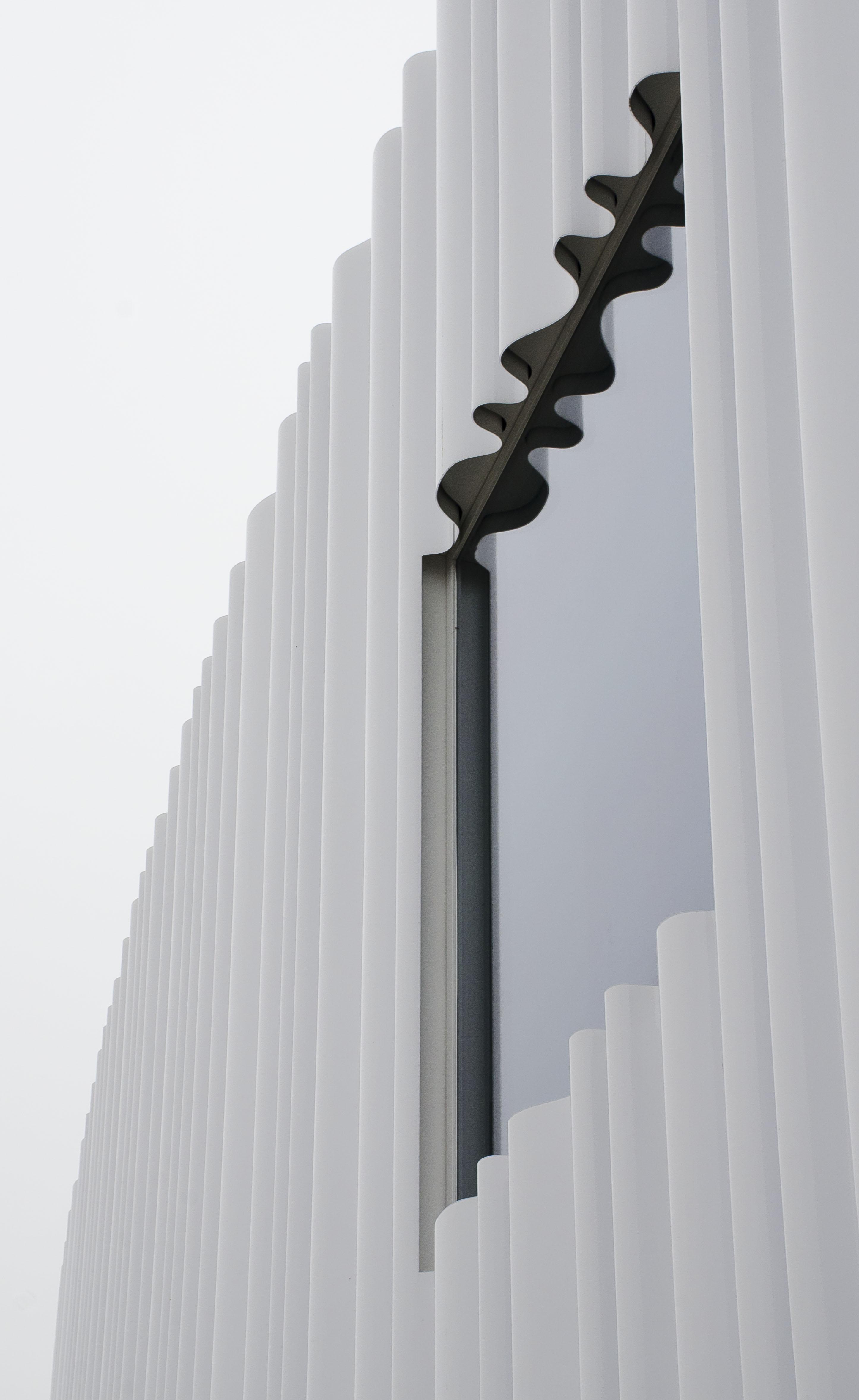
Weil am Rhein, Vitra-Fabrikhalle, Detail der Außenhaut, 2012

## Auszeichnungen und Preise
- Im Jahr 2000 wurde Kazuyo Sejima mit dem Erich-Schelling-Architekturpreis ausgezeichnet.
- Kazuyo Sejima und Ryūe Nishizawa erhielten 2005 den schwedischen Rolf-Schock-Preis der Königlich Schwedischen Akademie der Wissenschaften im Bereich Bildende Kunst.[9]
- 2007 wurden sie mit dem Kunstpreis Berlin der Akademie der Künste ausgezeichnet.[10]
- Die Jury des Pritzker-Preises würdigte 2010 ihre „grazilen und kraftvollen“[11] sowie „klaren und fließenden“ Entwürfe.[12][13]  Nach Kenzō Tange (1987), Fumihiko Maki (1993) und Tadao Andō (1995) sind Kazuyo Sejima und Ryue Nishizawa die vierten japanischen Preisträger des weltweit angesehensten Architektenpreises.
- Der Bund Deutscher Architekten prämierte 2010 den von SANAA entworfenen Zollverein-Kubus, den vormaligen Standort der Zollverein School of Management and Design in Essen, mit dem Architekturpreis Nike „für die beste städtebauliche Symbolik“.[14]
- Im Jahr 2022 wurde SANAA der als „Nobelpreis der Künste“ bekannte japanische Praemium Imperiale in der Kategorie Architektur zuerkannt.[15][16]

## Filme
- Architekturbüro Sanaa. Fernseh-Reportage, Deutschland, 3:01 Min., 2010, Buch und Regie: Aviva Fried, Christèle Jaime, R. Kayaki, U. Kauss, Produktion: arte, Redaktion: arte Journal, Erstausstrahlung: 30. Juli 2010, Inhaltsangabe.
- Die unendliche Leichtigkeit des Betons – Der Architektur-„Oscar“ für das japanische Büro SANAA. Fernseh-Reportage, Deutschland, 2010, 5:36 Min., Buch und Regie: Miriam Böttger, Moderation: Wolfgang Herles, Produktion: ZDF, Redaktion: aspekte, Erstsendung: 16. April 2010 im ZDF, online-Video.